# Oče Goriot
Oče Goriot (izvirno francosko Le Père Goriot) je francoski realistični roman, ki je izšel leta 1835. Avtor romana je Honore de Balzac. V slovenščino je delo leta 1934 prvič prevedel Oton Župančič. Roman je del cikla romanov z naslovom Človeška komedija (La Comedie humaine), natančneje sodi v razdelek Prizori iz zasebnega življenja. 
Tema romana je brezpogojna očetova ljubezen do izkoriščevalskih hčera in želja mladega podeželskega fanta, da bi uspel v velikem mestu. 

## Vsebina
Dogajanje je postavljeno v leti 1819 in 1820 v Pariz, v čas burbonske restavracije. Eugène de Rastignac pride iz juga Francije študirat v Pariz, njegov cilj je povzpeti se v visoko družbo. Nastani se v skromnem gostišču gospe Vauquerjeve, kjer živita tudi kaznjenec Vautrin in testeninar Goriot. Slednji se je moral iz boljše sobe preseliti v slabšo, ker je ves denar namenil za hčeri, Anastazijo in Delphino. Rastingac postane Delphinin ljubimec, naklonjen mu je tudi Goriot. Vautrina, ki se še vedno ukvarja z nečistimi posli, ujamejo in gre tako zopet v zapor. Ko Goriot zboli, se hčeri zanj ne zanimata, spozna, da sta ga izkoriščali. Umre razočaran, spremlja ga le Rastingnac. Konec je simbolen, saj Rastignac napove boj pariški družbi. 

## Izdaje
- Prva slovenska izdaja romana iz leta 1934 (COBISS)
- Francoska izdaja romana iz leta 1919 (COBISS)